# Poliimida
La poliimida (de vegades abreujada PI) és un polímer que conté grups imida que pertanyen a la classe dels plàstics d'alt rendiment. Amb la seva alta resistència a la calor, les poliimides gaudeixen de diverses aplicacions en funcions que exigeixen materials orgànics resistents, per exemple, piles de combustible d'alta temperatura, pantalles i diverses funcions militars. Una poliimida clàssica és Kapton, que es produeix per condensació de dianhídrid piromel·lític i 4,4'-oxidianilina.

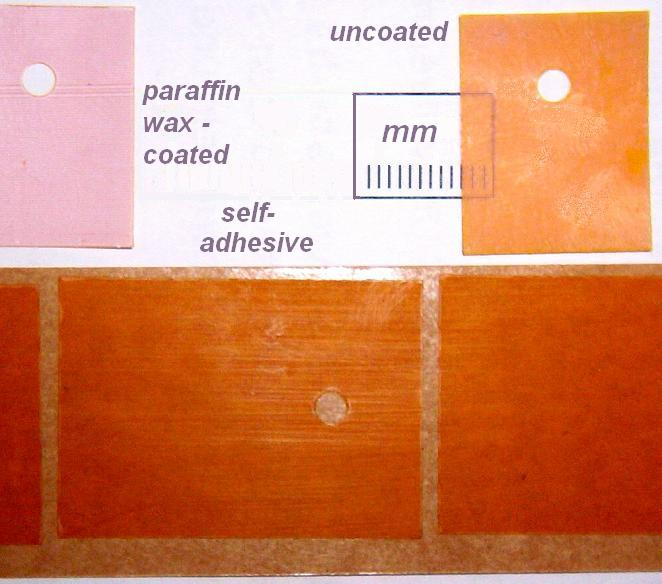
Coixinets tèrmicament conductors de làmina Kapton, gruix aprox. 0,05 mm.

La primera poliimida va ser descoberta l'any 1908 per Bogart i Renshaw. Van trobar que l'anhídrid ftàlic 4-amino no es fon quan s'escalfa, però allibera aigua després de la formació d'una poliimida d'alt pes molecular. La primera poliimida semialifàtica va ser preparada per Edward i Robinson per fusió en fusió de diamines i tetraàcids o diamines i diàcids/dièster.
Tanmateix, la primera poliimida d'importància comercial important, Kapton, va ser pionera als anys 50 pels treballadors de Dupont que van desenvolupar una ruta reeixida per a la síntesi de poliimida d'alt pes molecular que implicava un precursor de polímer soluble. Fins a l'actualitat aquesta ruta continua sent la via principal per a la producció de la majoria de poliimides. Les poliimides s'han produït en massa des de 1955. El camp de les poliimides està cobert per diversos llibres extensos i articles de revisió.